# Казаккулово
Казакку́лово (рос. Казаккулово, башк. Ҡаҙаҡҡол) — присілок у складі Учалинського району Башкортостану, Росія. Входить до складу Міндяцької сільської ради.
Станом на 2002 рік присілок був центром ліквідованої Казаккуловської сільської ради.
Населення — 117 осіб (2010; 157 в 2002).
Національний склад:
- башкири — 96%